# Смирнов-Замков Іван Васильович
Іва́н Васи́льович Смирно́в-Замков (22 квітня 1913, Чернігів — 31 серпня 1995) — український учений у галузі органічної хімії.

## Життєпис
Народився 1913 року в м. Чернігові.
У 1935 році закінчив хімічний факультет Київського університету (учень професора С. М. Реформатського), у 1939 — аспірантуру кафедри органічної хімії хімічного факультету (науковий керівник академік В. П. Яворський). По закінченні навчання працював у ньому асистентом, згодом — доцентом.
Учасник Другої Світової війни (1941—1945).
У 1963 році захистив дисертацію на здобуття вченого ступеня доктора хімічних наук.

## Наукова діяльність
Працював над проблемою механізму реакцій на межі розділу двох рідин. Автор понад 25 друкованих праць.

## Педагогічна діяльність
Підготував 2 кандидати наук. 

## Громадська діяльність
Голова хімічної секції Республіканського правління товариства «Знання».

## Нагороди
Нагороджений орденом Червоної Зірки, медалями «За оборону Ленінграда», «За перемогу над Німеччиною», «За доблесну працю».